# Saint-Geniez-ô-Merle
Saint-Geniez-ô-Merle é uma comuna francesa na região administrativa da Nova Aquitânia, no departamento de Corrèze. Estende-se por uma área de 15,83 km². Em 2010 a comuna tinha 91 habitantes (densidade: 5,7 hab./km²).